# Bryum germainii
Bryum germainii là một loài rêu trong họ Bryaceae. Loài này được Demaret & J.-F. Leroy mô tả khoa học đầu tiên năm 1949.